# Elmenhorst (Schiff)
Die Elmenhorst war ein Frachtschiff, das Ende April 1945, wenige Tage vor dem Ende des Zweiten Weltkriegs in Lübeck mit einigen Tausend Häftlingen aus dem Konzentrationslager Neuengamme beladen wurde.

## Bau der Elmenhorst
Die Elmenhorst war ein neu erbautes Frachtschiff der Reederei Bock, Godefroy & Co, wurde 1945 von der Lübecker Maschinenbaugesellschaft (LMG) abgeliefert und war mit 1925 BRT vermessen. Sie lag nach ihrer Jungfernfahrt im Lübecker Hafen und wurde im April 1945 vom Reichskommissar für die Seeschifffahrt („Reiko See“), dem Hamburger Gauleiter Karl Kaufmann, der sogenannten Häftlingsflotte zugeordnet. Sie sollte mit Häftlingen aus dem KZ Neuengamme beladen werden.

## Lübeck 21. April 1945, Verladung der Häftlinge vom KZ Neuengamme
Am Morgen des 20. April 1945 wurden die entkräfteten Häftlinge auf dem Appellplatz vom KZ Neuengamme zu Gruppen formiert, mit Handgepäck zum Verladebahnhof geführt und zu je 50 in Waggons verladen. Am 21. April erreichte der Zug Hamburg und gegen Abend kamen die Häftlinge in Lübeck an. Der Zug hielt hinter Lagerhäusern und Schuppen an einem Hafenbecken. Am Kai lagen die zwei Frachter Elmenhorst und Thielbek nebeneinander. Die ersten Waggons wurden entladen und die Häftlinge wurden von SS-Männern über die  Gangway aufs Schiff getrieben. Inzwischen wurden an die 100 Toten, die während des Zugtransportes verstorben waren, aus den Waggons geholt. Im Vor- und Hinterschiff wurden in je zwei übereinanderliegenden Laderäumen zwischen 2.000 und 3.000 Menschen zusammengepfercht.

„An Bord der „Elmenhorst“ waren keinerlei Vorbereitungen für die Unterbringung von Menschen getroffen. Wegen Feuergefahr wurde kein Stroh ausgegeben, sondern die Räume wurden so benutzt, wie sie waren, d. h. in sauberem, ladebereitem, vollkommen leerem Zustand. 
Mit Ausnahme der Einrichtungen und Geräte für die sechzig Mann Besatzung gab es keinerlei sanitäre Anlagen oder Rettungsgeräte an Bord. [...] Die Unterbringung der Häftlinge war gedrängt [...]. [Das Schiff] war nicht für die Unterbringung von Menschen für mehr als etwa einen Tag geeignet. Die Unterbringung war etwa für diese Zeit geplant, die Übernahme der Häftlinge erfolgte jedoch nicht so schnell, so daß die Häftlinge etwa jeweils vier Tage an Bord bleiben mußten. 
Irgendwelche Einwände zu machen war sinnlos. Die Befehlsgewalt war auf die SS-Transportleitung übergegangen, und ich hatte als Kapitän deren Befehle auszuführen, aber selbst auf dem Schiff nichts mehr zu sagen.“

Da der Kapitän der Cap Arcona sich mehrere Tage lang weigerte, Häftlinge auf sein Schiff zu lassen, benötigte die SS Ersatzraum zur Unterbringung. Daher wurde die Elmenhorst nur als Zwischenlager genutzt, um die insgesamt 10.000 in Lübeck ankommenden Häftlinge unterzubringen. Auch verfügte sie im Gegensatz zu den anderen Schiffen (Cap Arcona, Thielbek und Deutschland) über keinen Treibstoff und verblieb daher im Lübecker Hafen. Gustav Krüger, der Kapitän der Elmenhorst, beschwerte sich über die Behandlung durch die SS und darüber, dass er auf seinem Schiff nichts mehr zu sagen hatte.

## Nach dem Zweiten Weltkrieg
Die Elmenhorst überstand den englischen Jagdbomberangriff in der Neustädter Bucht am 3. Mai. Bei den Angriffen der britischen Flugzeuge wurden am 3. Mai insgesamt 23 Schiffe versenkt und 115 Schiffe beschädigt.
Die Elmenhorst wurde noch im Mai 1945 beschlagnahmt und an Großbritannien abgeliefert. In Empire Galleon umbenannt, wurde sie später der UdSSR zugeordnet und in Kazan umbenannt. Die Kazan wurde 1973 in der UdSSR verschrottet.

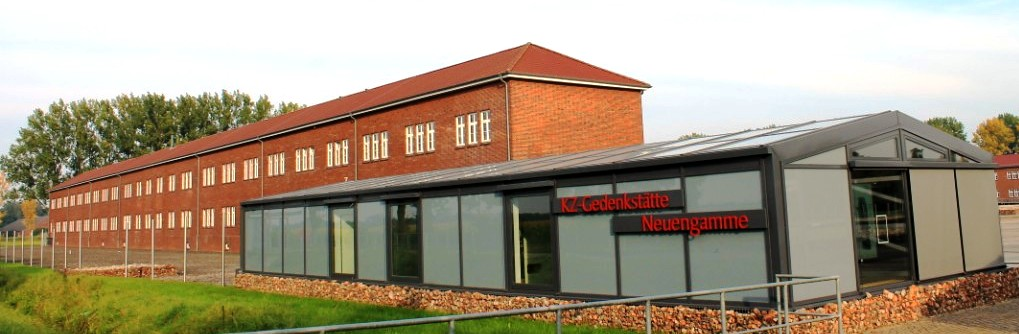
Eingang zum ehemaligen KZ Neuengamme